# Wally Moes
Pour les articles homonymes, voir Moes.
Wilhelmina Walburga "Wally" Moes, née le 16 octobre 1856 à Amsterdam et morte le 6 novembre 1918 à Laren (Hollande-Septentrionale), est une peintre de genre néerlandaise et écrivaine. Elle se spécialise dans les peintures d'enfants.

## Biographie
Wally Moes naît à Amsterdam où elle fréquente l'Académie royale des beaux-arts et suit les cours d'August Allebé dans la "classe des dames", avec les élèves Arina Hugenholtz, Alida Loder et Antoinette Zimmerman. En 1878, elle part avec quelques autres élèves après que leur demande de renvoi de quelques professeurs ait été refusée. Elle y retourne en 1880 lorsque Allebé devient directeur. Elle reste en bons termes avec lui et ils continuent à correspondre après qu'elle a obtenu son diplôme.
Au cours de l'été 1880, Wally Moes rencontre la portraitiste Thérèse Schwartze qui l'introduit dans son réseau d'amis et de mécènes. Après un court séjour en Allemagne, elle retourne à Amsterdam et obtient officiellement son diplôme en 1884. En janvier de la même année, elle se rend à Paris avec Thérèse Schwartze, où elles travaillent à leurs présentations pour le Salon de Paris. Un seul de ses tableaux est accepté et il est accroché très haut sur un mur. En mai, les peintres retournent à Amsterdam et Wally Moes commence son propre atelier dans la maison de sa mère, dans la P.C. Hooftstraat. Ce même été, elle se rend pour la première fois à la colonie artistique de Laren où elle rencontre les peintres Anton Mauve, Max Liebermann et Jan Veth.
Bien qu'elle ne soit pas une graveuse, elle reçoit une invitation en 1885 à soumettre une proposition au Dutch Etcher's Club nouvellement formé et soumet une gravure pendant plusieurs années par la suite à leur magazine annuel. C'est à cette époque qu'elle devient membre d'Arti et Amicitiae et vend un tableau au Museum Boijmans van Beuningen. Wally Moes expose ses œuvres au Palais des Beaux-Arts lors de l'Exposition universelle de 1893 à Chicago, dans l'Illinois.
En 1898, elle s'installe à Laren où elle vit à l'hôtel Hamdorff, un lieu de rencontre pour les artistes. En 1908, elle doit déménager à cause de l'arthrite et abandonne la peinture pour se consacrer à l'écriture d'histoires, vivant dans une maison aménagée que Veth l'a aidé à installer à Laren. Ses décennies de travail spécialisées dans les scènes quotidiennes des habitants de Laren lui valent une place dans l'histoire de la ville : Un prix local pour le travail bénévole porte son nom.
Wally Moes meurt le 6 novembre 1918 à Laren et Jan Veth lit son éloge funèbre. Son autobiographie n'est publiée qu'en 1961.

## Sélection de peintures

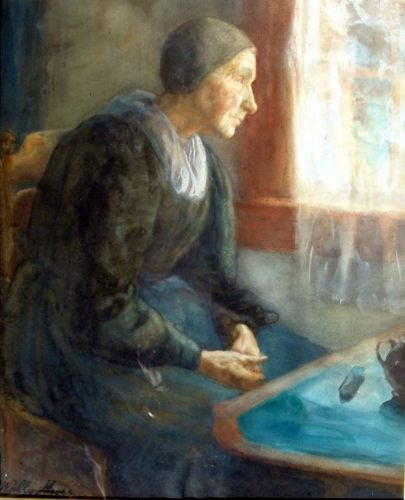
Figure at a Window
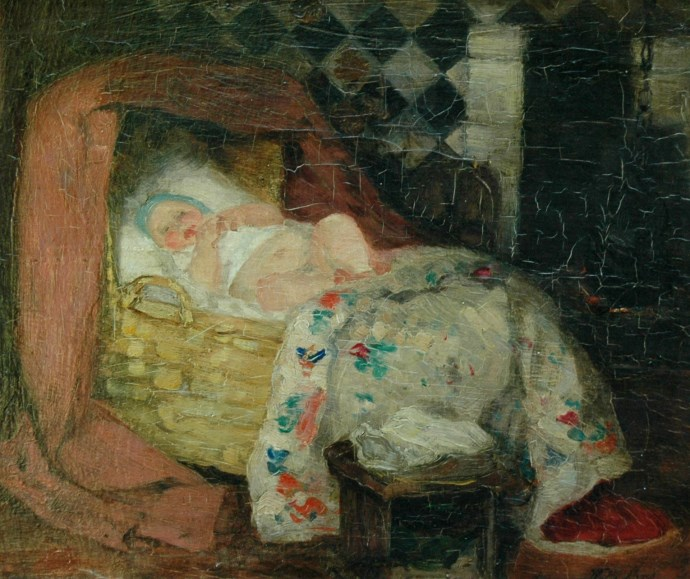
Interior with Baby in Bassinet
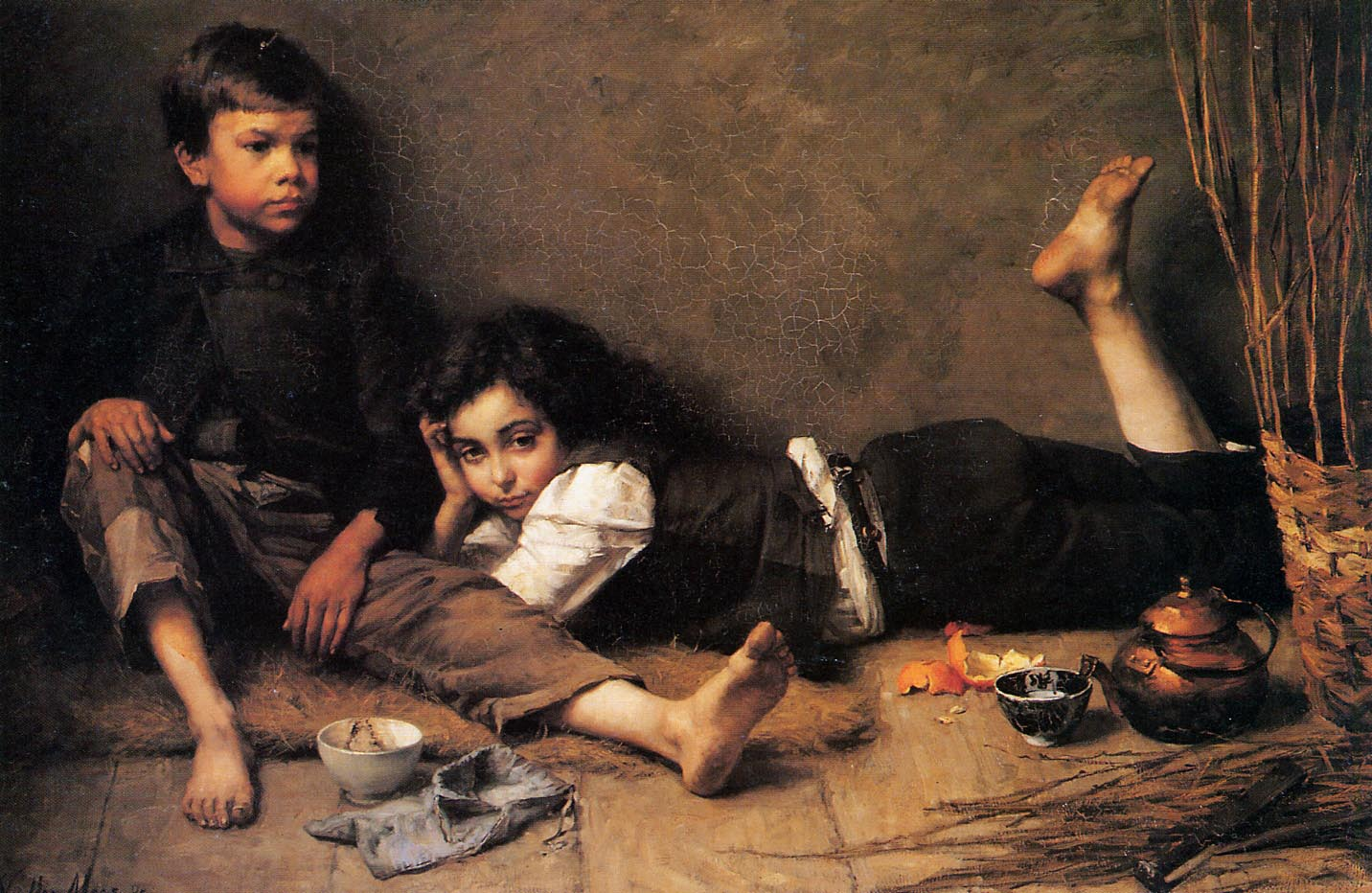
Lunch Hour
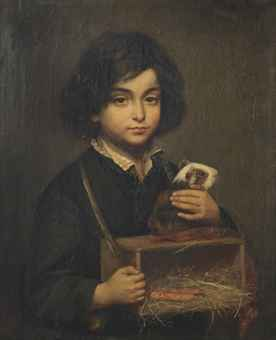
Boy with Guinea Pig on its Box